# Bajo las ruedas
Bajo las ruedas (también traducido como Bajo la rueda) es la segunda novela del alemán Herman Hesse, publicada en 1906. Narra la historia de Hans Giebenrath, niño prodigio capaz de obtener las mejores calificaciones en todo y que es admitido en un seminario de alto nivel y con Hans como hilo conductor hace una crítica demoledora al sistema educativo que solo se interesa por el desarrollo académico del alumno, olvidando el desarrollo personal y emocional.

## Trama
Hans Giebenrath pierde a su madre años atrás y vive con su padre en un ambiente rural, lejos del lujo de la ciudad de la época con sus sueños más tempranos nadando o yendo de pesca siempre que le es permitido. Es un niño prodigio capaz de obtener las mejores calificaciones en todo y de ingresar en un seminario de alto nivel. Desde pequeño, la sociedad (un padre de voluntad demasiado maleable, los maestros…) le metió en la cabeza la idea de que debía ser sacerdote, sin dejar que fuera él mismo quien eligiera. Y así fue perdiendo los años y las oportunidades de sembrar la semilla de amistades, odios, pasiones, juegos, ilusiones. Fue perdiendo la posibilidad de vivir su infancia y adolescencia y se fue asfixiando en sus propias obligaciones impuestas.
A través del libro se deja entrever la infancia y adolescencia interrumpida de Hans. Su padre, sus profesores, sus conocidos, le dicen constantemente qué hacer y qué evitar con lo que, poco a poco, casi imperceptiblemente, le van privando de uno de los caracteres definitorios de la humanidad: el libre albedrío.
La novela narra así el final de la infancia de forma trágica: infancia subsumida en el estudio, la dedicación y la superación académica de todos los compañeros con el fin de pasar las temibles pruebas Landexamen a través de las cuales ingresará en un seminario con un rígido sistema de aprendizaje y de comportamiento: todo ello con el objetivo de abandonar el pueblo natal y, posiblemente, un trabajo no cualificado, repetitivo y monótono que podría aguardarle. “Su alma había abandonado el país de la infancia, que nunca más se vuelve a encontrar”. Su infancia es destruida por el padre, el sacerdote del pueblo y el resto de maestros de latín, matemáticas o griego que le exigen una dedicación continua, incluso durante el verano (la época de desconectar de las obligaciones cotidianas). Su infancia es dura por la pérdida de una madre y todos los destellos infantiles y los juegos de juventud son prohibidos y sustituidos por los libros. Hans participa totalmente de esta voluntad y se esfuerza por ser el mejor: tiene una meta muy clara en la vida y no deja que se estropee.
Hans no tiene tiempo ni para dedicarse a sus hobbies (como la pesca) y poco a poco se va convirtiendo en una marioneta de quienes le rodean. Pero su salud se ha ido mermando. Es un joven delgado, amarillento y con continuos dolores de cabeza. Sin embargo, la llegada al seminario, donde se encontrará con muchos iguales y con el antagonista Hermann Heilner, borrará ese sueño. Los ecos de Nietzsche son muy palpables en la obra: Hans representa el espíritu apolíneo, calmado, dedicado, ordenado; Hermann el dionisíaco, el poeta alocado, el crítico. No obstante, se complementan y se necesitan: son amigos, uno y otro forman un verdadero individuo; la falta de uno de ellos echa al traste el proceso educativo de Hans que acaba por abandonar el seminario y volver al pueblo de origen ante la falta de motivación y el empeoramiento de los resultados. Las tesis nietzscheanas de la realización de la vida por medio de la conjugación de estos dos espíritus tienen mucha presencia en la obra. Hans se convierte en una persona antisocial, indiferente, y vacía.
Hans se enamora de Emma y fracasa. Emma representa un extremo que Hans no había considerado nunca; él mismo huye despavorido ante las lujuriosas pretensiones de ella. La experiencia de la chica que abandona el pueblo sin un aviso y la experiencia del alcohol, la borrachera y el tabaco se complementan con el nuevo trabajo de Hans: una ocupación repetitiva y monótona en un taller limando metal.

Así conoció, quizá demasiado pronto, una parte del misterio amoroso, que contenía poca dulzura y mucha amargura. Pasaron días llenos de quejas infructuosas, recuerdos anhelantes y pensamientos desconsolados; noches en las que los latidos de su corazón y la congoja no le dejaban dormir o le sumían en horribles pesadillas; sueños en los que la incomprendida agitación de su sangre se reflejaba en monstruosas imágenes de terror, en brazos mortíferos que le rodeaban, en animales fantásticos con ojos ardientes, en abismos vertiginosos, en gigantescos ojos de fuego. Al despertar, Hans se encontraba solo, envuelto en la soledad de las frías noches de otoño, anhelando su amor, y desesperado se abrazaba a su almohada empapada de lágrimas.

Le parecía que Emma había estado muy cerca de todo lo deseable y toda la magia de este mundo, y que se le había escapado a traición.

La vuelta al pueblo de origen significa para Hans su degradación social: la falta de creatividad y de lo dionisíaco le conducen a mantener el mismo estatus que su padre a pesar de los largos años de dedicado estudio. Su muerte es el fin de una vida arruinada por la severidad educativa conformando una crítica social muy grande de un autor que vivió también una estancia en el seminario hasta que lo abandonara y que tuvo, como Hans, tentativas suicidas fallidas.
A su muerte el interés por Hans vuelve a despertar en la aldea: el interés por la vida que pudo ser y no fue, el hombre de renombre que no logró conformarse. Por medio del personaje del zapatero pero, especialmente, por la tristeza y el dolor que acompaña constantemente a la obra, Hermann Hesse arremete contra los excesos educativos y el disciplinamiento exacerbado del carácter infantil; entona un canto por la vida pausada, por el disfrute de la existencia en cada momento y por el crecimiento personal libre.

## Crítica a la obra
Es la segunda novela que escribió y ya tiene todas las cualidades que luego hicieron famosa la obra del alemán, por ejemplo, siempre le dedica especial atención a las estaciones, la naturaleza y los paisajes.
Bajo las ruedas ofrece una visión sobria pero soberbia del mundo adolescente mostrando la dicotomía dominante en la vida de Hans: el triunfo académico y el fracaso humano como ser humano. La transformación de Hans a lo largo de la novela es desmoralizante, humana y trágica. Primero, Hesse hace hincapié en la cantidad de puertas que se le abren a Hans por ser tan dedicado al estudio; luego muestra como se le van cerrando a medida que Hans se da cuenta de que el estudio se ha convertido en una obsesión que no sabe explicar. Hesse utiliza una metáfora sobre la sociedad al representarla como un carro con ruedas que arrastra a todo aquel que se meta en su camino y que no tenga la suficiente convicción propia como para hacerse a un lado.
La novela contiene cierta carga biográfica al haber recibido el autor formación en un seminario.